# 太平华联中学
华联独立中学（英语：Hua Lian Private High School) 是马来西亚霹雳州太平华文独立中学，兄弟学校有太平华联国民型华文中学